# Carrum Downs
Carrum Downs är en del av en befolkad plats i Australien. Den ligger i kommunen Frankston och delstaten Victoria, omkring 37 kilometer sydost om delstatshuvudstaden Melbourne.
Runt Carrum Downs är det tätbefolkat, med 411 invånare per kvadratkilometer.. Närmaste större samhälle är Berwick, omkring 17 kilometer nordost om Carrum Downs. 
Trakten runt Carrum Downs består till största delen av jordbruksmark. Genomsnittlig årsnederbörd är 1 251 millimeter. Den regnigaste månaden är maj, med i genomsnitt 154 mm nederbörd, och den torraste är januari, med 51 mm nederbörd.